# Trichosurus caninus
Trichosurus caninus é uma espécie de marsupial da família Phalangeridae. Endêmica da Austrália.